# Долгая Пожня
До́лгая По́жня — деревня в Конаковском районе Тверской области. Входит в состав Козловского сельского поселения.

## География
Находится в юго-восточной части Тверской области на расстоянии приблизительно 51 км на юго-запад по прямой от районного центра города Конаково на левом берегу реки Лама.

## История
Известна с 1677 года. Входила в Покровскую волость, принадлежала к приходу Богородицерождественской церкви села Зеленцына (1883 год). В 1859 году здесь (деревня Клинского уезда Московской губернии) было учтено 19 дворов.

## Население
Численность населения: 128 человек (1859 год), 14 (русские 100 %) в 2002 году, 1 в 2010.

### Известные жители
- Рогачёв, Юрий Васильевич (1925—2021) — кандидат технических наук, Лауреат Государственной премии СССР.